# 6815 Mutchler
6815 Mutchler eller 1979 MM5 är en asteroid i huvudbältet som upptäcktes den 25 juni 1979 av de båda amerikanska astronomerna Eleanor F. Helin och Schelte J. Bus vid Siding Spring-observatoriet. Den är uppkallad efter astronomen Max J. Mutchler.
Den tillhör asteroidgruppen Nysa.